# Ruthven Park
Ruthven Park oder Ruthven ist ein historischer Landsitz mit einem besonderen Gebäude und einem 1600 Acre (≈ 6,47 km²) großen Außengelände, welches parkähnlich angelegt ist. Es stammt aus der Mitte des 19. Jahrhunderts und befindet sich in Cayuga in der kanadischen Provinz Ontario. Cayuga ist dem Haldimand County zugeordnet.
Die aktuelle Adresse ist 243, Highway 54, Cayuga, Ontario, 140, Canada, und das Areal mit dem Gebäude befindet sich neben der Landstraße.
Das Ruthven House und die Parkanlage wurden am 2. August 1996 zum Kulturdenkmal der Stadt Cayuga in der Provinz Ontario, Kanada erklärt.
Das Areal grenzt an landwirtschaftliche Flächen, Wald-, Fluss- und Sumpfgebiete. Das Haus wurde um 1840 auf einer natürlichen Erhebung im nördlichen Teil errichtet. Es befindet sich in der Nähe des Grand River.
Zum Ende des 19. Jahrhunderts war Ruthven nur ein saisonaler Wohnsitz. Im Haus befinden sich historisch wichtige Dokumente aus dem 19. Jahrhundert, welche von der Familie Thompson hinterlassen wurden. Im Jahr 1992 wurde der gesamte Komplex von dem Lower Grand River Land Trust erworben.
Ruthven House ist im Stil des Klassizismus von dem Architekten John Lapshaw (1801–1883) entworfen worden. Es wurde aus Sandstein erbaut und besitzt ein hohes Fundament. Auf der Gebäudevorderseite befindet sich ein 30 Fuß hoher, aus Holz bestehender griechischer Säuleneingang. Vorgelagert ist ein Treppenaufgang mit zwei seitlich vorhandenen Skulpturen. Das schmale Dach über dem Fries ist mit Ornamenten des Neoklassizismus verziert.
Die weiteren Gebäude auf dem Areal bestehen aus dem Pförtnerhaus, einem Stall, einer Arbeitshalle und einem Kutscherhaus.
Ruthven ist ein wichtiges Gebiet der Area of Natural and Scientific Interest (ANSI) und des North Cayuga Slough Forest mit insgesamt 13 national seltenen Pflanzenarten. Auf dem Gebiet wurden seit 1960 insgesamt 26 archäologische Fundstellen registriert. Es wurden fast zweitausend Objekte entdeckt wie Feuersteinwerkzeuge, Tabakpfeifen, Feuerstein, Glas- und Porzellanstücke, Nägel, Scharniere, Tonwaren und Steingut. Man geht anhand der Fundstücke davon aus, dass das Gebiet bereits seit ungefähr 13.000 Jahren von Menschen besiedelt wird.